# Psota Irén
Psota Irén (Budapest, 1929. március 28. – Budapest, 2016. február 25.) a Nemzet Színésze címmel kitüntetett, kétszeres Kossuth- és kétszeres Jászai Mari-díjas magyar színművésznő, érdemes és kiváló művész, a Halhatatlanok Társulatának örökös tagja.

## Élete
Budapesten született egy Tömő utcai pincelakásban. Szülei, a morva származású Psota István, kocsifényező (1885–1949) és az erdélyi származású Dávid Ilona, mosónő voltak. Édesapjának alkoholproblémái voltak, végül öngyilkos lett. Egy nővére, és édesanyja első házasságából két bátyja született. Gyermekkorától színészi pályára készült. A polgári iskola elvégzése után kereskedelmi érettségit tett és sikeresen felvételizett a Színművészeti Főiskolára. Darvas Szilárd kritizálta a Psota nevet, nem találta alkalmasnak arra, hogy plakátra kerüljön, ezért eleinte édesanyja családnevét használva Dávid Irén néven játszott. 1952-ben kapott színészi diplomát a Színház- és Filmművészeti Főiskolán, abban a legendás osztályában, amelyben osztálytársa volt többek között Berek Kati, Hacser Józsa, Horváth Teri, Váradi Hédi, Szemes Mari, Soós Imre, Buss Gyula, Szénási Ernő és Farkas Antal.
Rögtön leszerződött a Madách Színházhoz, ahol 1980-ig játszott olyan színészóriásokkal együtt, mint Pécsi Sándor, Kiss Manyi, Tolnay Klári, Gábor Miklós, Márkus László. 1980–82 között a Népszínház, majd 1982-től 1990-ig a Nemzeti Színház tagja lett. Akkor visszatért a Madáchba. Vendégként játszott a Fővárosi Operettszínházban, a Budapesti Kamaraszínházban és a Játékszínben is. Minden műfajban otthon érezte magát.  Szerepei a tragédiától a musicalen át a vígjátékig terjedtek. Groteszk, olykor fanyar, temperamentumos, szelíd, vad, kemény, lágy, letisztult, vibráló. Minden alakítását összetetten, egyedi módon ábrázolta. A tragédiákban finoman meg tudta csillogtatni a humort, éppúgy, mint a vígjátéki szerepeiben rejtőzködő tragédiát. Tette mindezt a csak rá jellemző egyedi, utánozhatatlan gesztusaival, senkivel össze nem téveszthető orgánumával. Számos filmben nyújtott feledhetetlen alakítást.
80. születésnapja alkalmából műsorral köszöntötte a Madách Színház. 2009. április 11-én lépett utoljára színpadra, majd teljesen visszavonult.
Utolsó éveiben megromlott egészségi állapota miatt otthonából már alig mozdult ki. 2014 márciusában szívinfarktust kapott, majd 2015 decemberében combnyaktöréssel a Szent János Kórházba vitték. Itt, bár felépült, újabb szívinfarktust és tüdőgyulladást is kapott, de még hazatérhetett otthonába. 2016. február 24-én ismét kórházba került. Másnap szívelégtelenség következtében, álmában elhunyt.
Halálának estéjén a Duna World levetítette emlékére a Ház a sziklák alatt című filmet, az RTL Klub pedig a XXI. század című magazin róla szóló részét.
2016. március 10-én búcsúztatták római katolikus szertartás szerint a Farkasréti temetőben. Beszédekben búcsúzott tőle pályatársa Almási Éva, Szirtes Tamás, a Madách Színház igazgatója, Bagdy Gábor, Budapest főpolgármester-helyettese és Balog Zoltán miniszter. Temetésén ott volt többek között Huszti Péter, Piros Ildikó, Balázsovits Lajos, Csákányi Eszter, Lehoczky Zsuzsa, Kováts Adél, Pap Éva, Kerényi Imre, Lőte Attila, Karinthy Márton, Balázs Péter, Pusztaszeri Kornél, Tordy Géza, Bodrogi Gyula, Haumann Péter, Szacsvay László, Dunai Tamás, Ungvári Tamás, Szerednyey Béla, Koltai János, Nemcsák Károly, Székhelyi József és Nagy Sándor.
Emlékére Almási Éva 2017-ben megalapította a Psota Irén-díjat, melyet minden évben egy olyan színésznőnek adományoznak, aki színpadi sokszínűségével és kiemelkedő képességeivel Psota örökségéhez méltó.

## Színházi szerepei
- Kornyejcsuk: Bodzaliget... Davidjuk
- Sarkadi Imre: Út a tanyákról... Juli
- Lope de Vega: A hős falu... Izabella
- Kron: Halott völgy... Fatma
- Mikszáth Kálmán: A körtvélyesi csíny... Ilonka
- Iszajev-Galics: Nem magánügy... Dunja
- Hubay Miklós: Egy magyar nyár... Kati
- Zapolska: Dulszka asszony erkölcse... Mela
- Hubay Miklós: István napja... Anna
- Molière: A mizantróp... Arsioné
- Barta Lajos: Szerelem... Nelli
- Eduardo De Filippo: Vannak még kísértetek (Questi fantasmi!)... Carmela
- Makszim Gorkij: Éjjeli menedékhely... Anna; Vaszilissza
- Molière: Don Juan... Donna Elvira
- Carlo Goldoni: Csetepaté... Lucietta
- Brecht-est...
- Brecht: Courage mama... Kata
- Fehér Klára: Nem vagyunk angyalok... Vera
- Gladkov: Szilveszter... Kláva
- George Bernard Shaw: Az ördög cimborája... Eszter
- Somogyi Pál: Ilyen vagyok...
- Wuolijaki: Puntila... Telefonoskisasszony
- Jurandot: Harmadik csengetés... Percykowna
- Tóth Miklós–Horváth Jenő: Balatoni Romeo... Veronika
- Molière: Tudós nők... Armanda
- William Shakespeare: Vihar... Ariel
- Csehov: Cseresznyéskert... Varja
- Szép Ernő: Vőlegény... Kornél; Anya
- Heltai–Tardos–Darvas-Gádor: Tánczenei gimnázium... Ünnepi előadó
- Brecht: A kaukázusi krétakör... Gruse
- Panova: Búcsú a fehér éjszakától... Tamara
- Tardos Péter: Derűs öregek... Karola
- Karvas: Éjféli mise... Angela
- Bréal: Tíz kiló arany... Edmée
- Ránki György: Muzsikus Péter új kalandja... Fuzsitus Pál
- Brecht: Svejk a második világháborúban... Kopeckáné
- Monnot: Irma te édes... Irma la Douce
- Füst Milán: Boldogtalanok... Nemesváraljai Gyarmaky Róza
- Csehov: Jubileum... Tatyána Alekszejevna
- Shaffer: Ki megy a nő után?... Belinda Sidley
- Shaffer: Ki után megy a nő?... Doreen
- Büchner: Danton halála... Marion
- Mérimée: A művésznő hintaja... Camilla Perichole
- Federico García Lorca: Yerma... Yerma
- Molnár Ferenc: Olympia... Olympia
- Brecht: Koldusopera... Polly
- Szophoklész: Magyar Elektra... Elektra
- Ránki György: Egy szerelem három éjszakája... Melitta
- Shaw: Szent Johanna... Johanna
- Herman: Hello, Dolly!... Mrs. Dolly Levi
- Shaffer: Black Comedy (Játék a sötétben)... Clea
- William Shakespeare: III. Richárd... Anjou Margit
- Lengyel Menyhért: A waterlooi csata... Militta Marko
- Szalkay Antal: Pikko herceg és Jutka-Perzsi... Jutka-Perzsi
- Németh László: Papucshős... Ilonka
- Tennessee Williams: Tetovált rózsa... Serafina Delle Rose
- Wilder: Hosszú karácsonyi ebéd... Lucia
- Stoppard: Nagy szimat avagy az igazi mesterdetektív... Mrs. Drudge
- Szophoklész: Oidipusz király... Iokasté
- Nagybánkai-Táncz: A szüzesség acél-tüköre... Potifárné
- Ibsen: Peer Gynt... Aase
- Williams: Az iguana éjszakája... Maxine Faulk
- Karinthy Ferenc: Szellemidézés... Csilla
- Brecht: Kurázsi mama... Kurázsi mama
- Karinthy Ferenc: Hosszú weekend... Rita
- Katajev: Bolond vasárnap... Heléna Tudorkina
- Móricz Zsigmond: A murányi kaland... Szécsi Éva
- Krúdy Gyula: Rezeda Kázmér szép élete... Johanna
- Wilde: Bunbury... Lady Bracknell
- Gorkij: Vássza Zseleznova... Vássza Zseleznova
- Shakespeare: Lear király... Goneril
- Shakespeare: Hamlet... Gertrud királyné
- Brecht: Mahagonny tündöklése és bukása... Özvegy Hocinesze
- Simai Kristóf: A szerelemféltők Gyapai Márton, avagy: Feleségféltő gyáva lélek... Gyapai Mártonné
- Shaw: Pygmalion... Pearce-né
- Szakonyi Károly: A hatodik napon...
- Habeck-Adameck: Egy perc volt az életünk... A színésznő
- Betti: Bűntény a Kecskeszigeten... Agata
- Athayde: Margarida asszony... Margarida asszony
- Cormon-D'Ennery: A két árva... Frochard-né
- Ibsen: Kísértetek... Helena Alving
- Bellon: A csütörtöki hölgyek... Sonia
- Murrell: Sarah, avagy a languszta sikolya... Sarah
- Fejes Endre: Cserepes Margit házassága... Mama
- Örkény István: Macskajáték... Orbánné
- Mihic: Kis árva agarak... Miniszterasszony
- Euripidész: Trójai nők... Hekabé
- Psota Irén: Spontán-Psota
- Katona József: Bánk bán... Gertrudis
- Tolcsvay László: Doctor Herz... Mutter
- Kander-Ebb: Zorba... Mme Hortense
- Péreli Gabriella: Roncsderbi... Veronika
- Kander-Ebb: Cabaret... Fräulein Schneider
- Goggin: Apácák... Mária Regina nővér
- Schiller: Stuart Mária... Hanna
- Kocsák Tibor: A vörös malom... A Rex Infernus
- Edward Albee: Három magas nő
- Marriott–Foot: Csak semmi szex, angolok vagyunk... Eleanor Hunter
- Molnár Ferenc: Nászinduló... Mrs. Nielsen
- Sondheim: Egy nyári éj mosolya... Madame Armfeldt
- Bart: Oliver!... Mrs. Corney
- Friedrich Dürrenmatt: Az öreg hölgy látogatása... Claire Zachanassian
- Springer–Kolozsi: Psota!...
- Mikszáth Kálmán: Beszterce ostroma... Lengeffyné
- Arnold Bennett: Hölgy a furgonban... Miss Shepherd
- Noël Coward: Forgószínpad... Lotta Bainbridge

## Filmszerepei

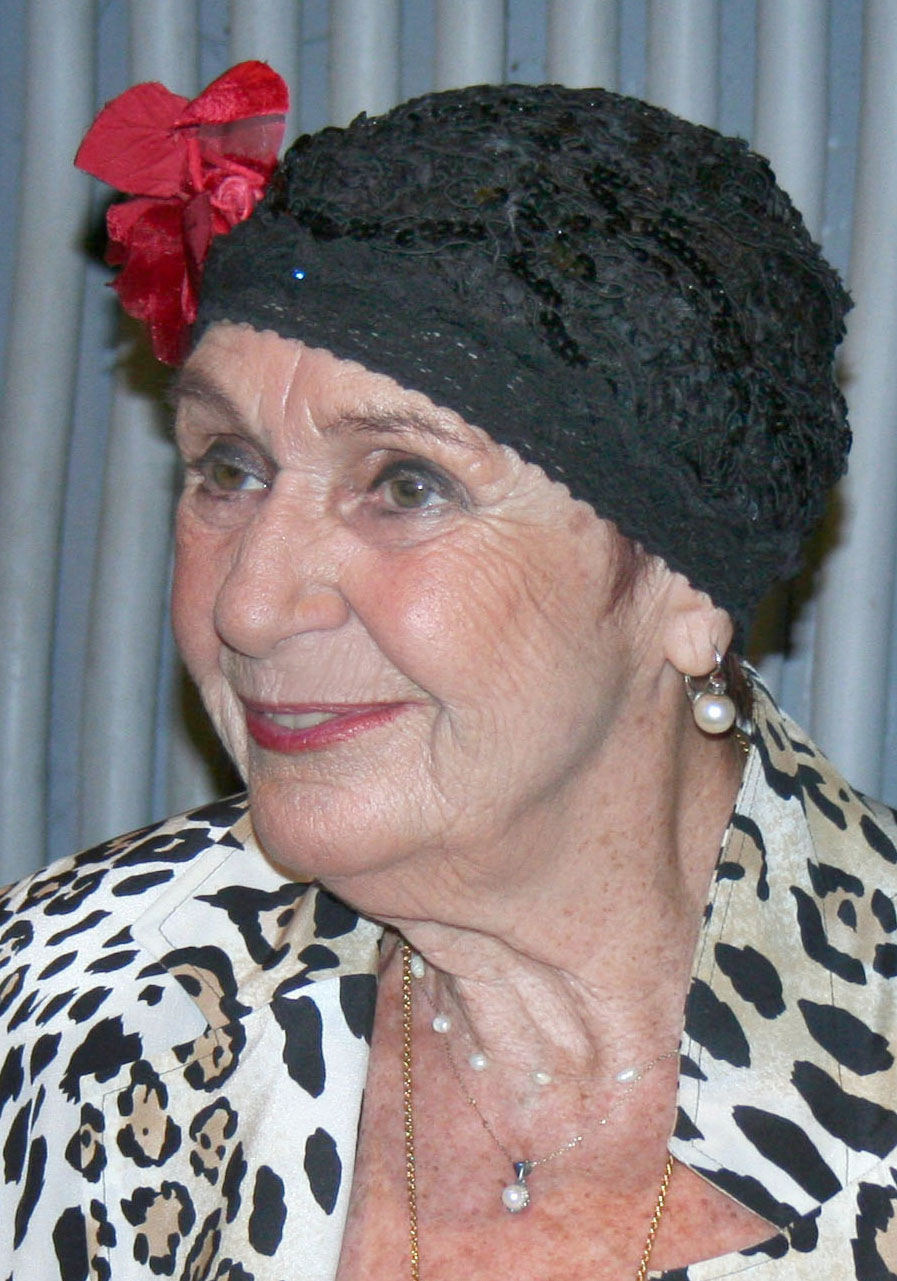
A Kossuth-díj átvételekor, 2007-ben

| - Becsület és dicsőség (1951) - Állami áruház (1952) - Életjel (1954) - Egy pikoló világos (1955) - Mese a 12 találatról (1956) - Csendes otthon (1957) - Játék a szerelemmel (1957) - Felfelé a lejtőn (1958) - Sóbálvány (1958) - Égi madár (1958) - Ház a sziklák alatt (1958) - Szent Péter esernyője (1958) - Bogáncs (1959) - Merénylet (1959) - A megfelelő ember (1960) - Rangon alul (1960) - Fűre lépni szabad (1960) - Légy jó mindhalálig (1960) - Nem ér a nevem (1961) - Napfény a jégen (1961) - Házasságból elégséges (1962) - Lopott boldogság (1962) - Egyiptomi történet (1963) - Isten őszi csillaga (1963) - Az utolsó előtti ember (1963) - Tücsök (1963) - Mit csinált felséged 3-tól 5-ig? (1964) - Férjhez menni tilos (1964) - És akkor a pasas… (1966) - Iszony (1966) - A völgy (1968) - Hideg napok (1968) - Isten és ember előtt (1968) - Az oroszlán ugrani készül (1969) - A nagy kék jelzés (1970) - Én vagyok Jeromos (1970) - Ki van a tojásban? (1974) - Egy erkölcsös éjszaka (1977) - Áramütés (1978) - Szabadíts meg a gonosztól (1979) - Vőlegény (1982) - Az utolsó kézirat (1987) - Erózió (1992) - Ördög vigye (1992) - A Hold és a csillagok (2005) | - Frédi és Béni, avagy a két kőkorszaki szaki (1960) - Elektra (1962) - Csiribiri (1965) - Pompadour bikiniben (1967) - Nyaralók (1967) - Ketrec (1968) - A Hanákné ügy (1969) - A szerető (1970) - Csárdáskirálynő (1971) - Szilveszter 1971 (1971) - Gőzfürdő (1973) - Csalódások (1973) - Zöld dió (1974) - Hogyan viseljük el szerelmi bánatunkat?!… (1975) - Hungária Kávéház (1976) - Második otthonunk: Az áruház (1977) - Peer Gynt (1977) - Tisztán vagy szódával (1980) - Pygmalion (1981) - Ugye nem felejtesz el (1982) - Buborékok (1983) - Linda I. (1983) – Fenyéri Lujza, opera-énekesnő, énektanár - Az eltüsszentett birodalom (1985) - Az öt zsaru (1998-1999) - Zsaruvér és Csigavér I.: A királyné nyakéke (2001) - Kukori és Kotkoda I. (1970) – Kotkoda (hang) - Kérem a következőt! I. (1973) – Elefánt Fáni (hang) - Mekk Elek, az ezermester (1973) – Koca mama (hang) |

## Könyvei
- Szerelmeim, szerepeim és a szemtanúk; interjúk Máté Judit, Kamondy Zoltán; Iris, Bp., 1988
- Psota; közrem. B. Fábri Magda; Urbis, Bp., 2004
- Molnár József: Psota. Csak a halálom előtt olvasható el, de siess! „Kedvenc férjem”, Mojó rólam szóló írásai és a levelezésünk; Urbis, Bp., 2008

## Könyvek róla
- Irén, te édes! In memoriam Psota Irén. Keleti Éva fotóival; szerk. Soóky Andrea, interjúk Huszár Orsolya, Malik Andrea; Balassi, Bp., 2018
- A PSOTA! – Szerkesztett válogatás Psota Irén önéletrajzi írásából, POKET Zsebkönyvek, Bp., 2022 Nagykövet: Almási Éva

## Diszkográfia

### Nagylemezek
- 1983 – Psota (Hungaroton Records)
- 1986 – Akarsz-e  játszani? (Hungaroton Records)
- 1990 – Roncsderby (Hungaroton Records)

### Válogatás lemezei
- 1999 – Psota, te édes – dalok, sanzonok, musicalrészletek (Hungaroton Records)

### Egyéb lemezei
- 1985 – Azt írja az újság (Rádiókabaré Major Tamással) (Hungaroton )

### Slágerei
- Énmellettem elaludni nem lehet
- Tibi-tangó
- Barna bőrű hableány
- Én nem akarok mindenáron férjhez menni
- Oh, mennyi minden lehettem volna
- Legyen az özvegyem
- Nékem csak Budapest kell (duett Kiss Manyival és Mezey Máriával)
- Cigaretta duett (duett Márkus Lászlóval)
- Rajzolj egy kört
- Két kicsi kecske
- Ingovány

## Díjai, elismerései
- Jászai Mari-díj (1959, 1962)
- Kossuth-díj (1966, 2007)
- Érdemes művész (1976)
- Kiváló művész (1982)
- Fővárosi Nívódíj (1990)
- Erzsébet-díj (1992)

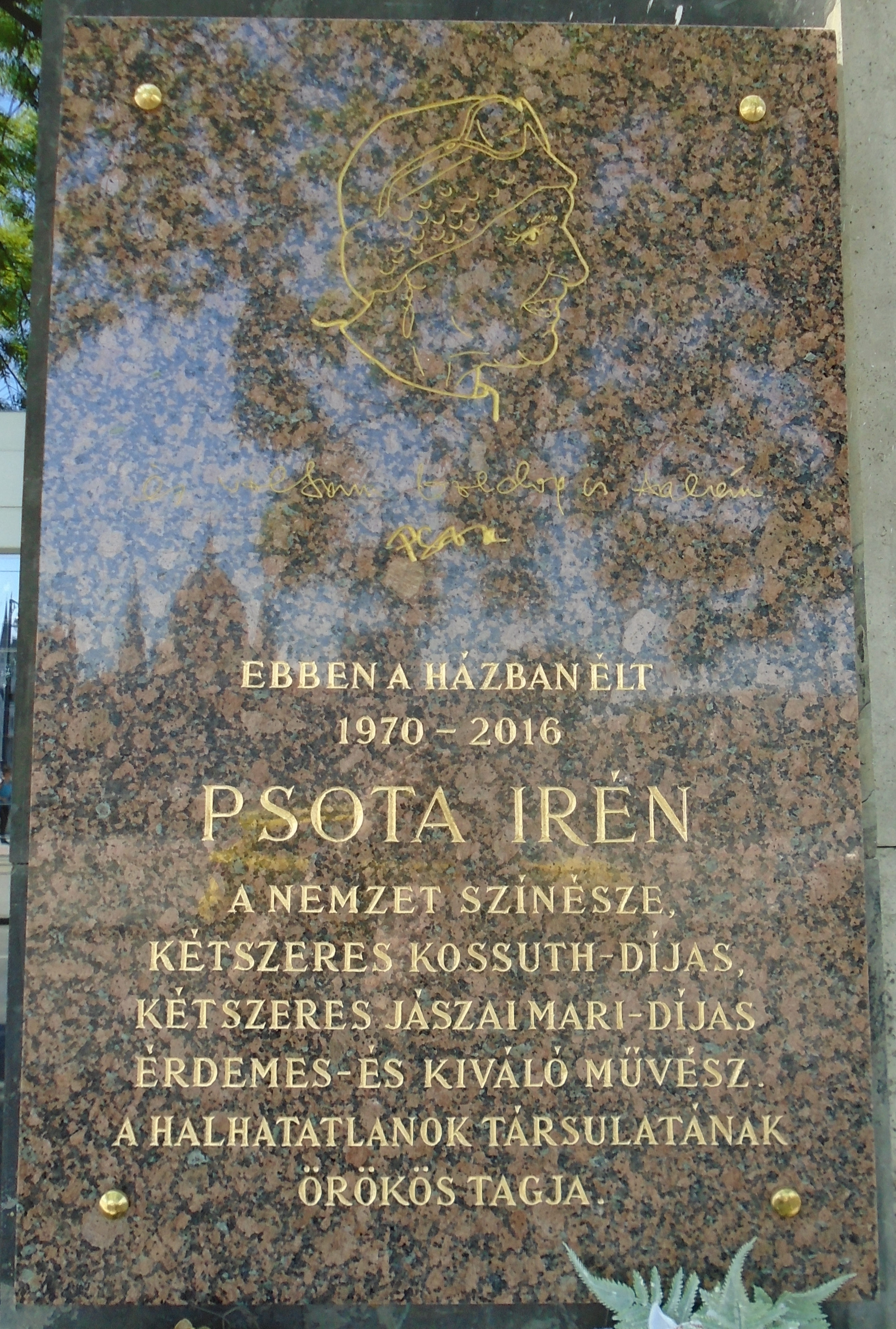
Emléktáblája Budapest II. kerületében

- A Magyar Köztársasági Érdemrend középkeresztje (1995)
- Örökös tag a Halhatatlanok Társulatában (1996)
- A Nemzet Színésze (2000)
- Pro Urbe Budapest díj (2003)
- Prima díj (2009)
- Gundel művészeti díj (2009)
- Budapest díszpolgára (2014)[19]

## Emlékezete
- 2017-től emlékére átadják a Psota Irén-díjat, amely minden évben egy olyan színésznőt ismer el, akinek sokszínűsége, szakmai teljesítménye méltó Psota Irén örökségéhez. A díjat Almási Éva a nemzet színésze alapította, a kuratórium tagja többek között Ungvári Tamás és Törőcsik Mari.[20][21]
- 2019. március 28-án születésének 90. évfordulóján emléktáblát avattak tiszteletére egykori lakhelyén a Bem rakpart 30. szám alatt.[22]
- 2021-ben utcát neveztek el róla Budapest II. kerületében. A színésznő emlékét őrzi a Fő utca 59-61. és a Bem rakpart közötti rész.[23]
- 2021-ben emlékparkot neveztek el róla Budapesten, az egykori lakhelye közelében. A rendkívül sokoldalú, színpadon, filmekben, szinkronban egyaránt sikeres színésznő tiszteletére pedig egy emléktárgyat is elhelyeznek majd a helyszínen.[24][25]